# Salisbury
Salisbury là thành phố, trung tâm hành chính của huyện Salisbury, Wiltshire, Nam nước Anh, tại hợp lưu của các sông Đông Avon, sông Bourne và sông Nadder. Salisbury là nơi buôn bán súc vật cho khu vực nông nghiệp xung quanh và có một số ngành công nghiệp nhẹ. Thành phố cũng là một trung tâm du lịch với nhiều toà nhà cổ, bao gồm Nhà thờ lớn (thế kỷ 13), là một ví dụ điển hình của kiến trúc Anh thời đó. Chóp nhọn của Nhà thờ lớn này cao 123 m, cao nhất trong các tháp nhọ nhà thờ ở Anh. Salisbury đã bắt đầu từ khu vực Sarum Cổ gần đó mà sau đó đã kế tục là một pháo đài phòng thủ bằng đất của Vương quốc Anh, một tiền đồn La Mã, một thị trấn Saxon và một pháo đài Norman. Sarum Cổ đã trở thành một địa phận của giám mục vào thế kỷ 11. Năm 1220, địa phận giám mục đã được dời đến nơi ngày nay thành phố và việc xây dựng Nhà thờ lớn đã bắt đầu. Thị trấn Salisbury, trước đây là Sarum Mới, đã phát triển xung quanh Nhà thờ lớn và nhận được hiến chương vào năm 1227.